# Waldo’s People
Waldo’s People – fiński zespół muzyczny założony w 1998 roku i grający muzykę eurodance. 

## Historia zespołu
Zespół Waldo’s People wydał do tej pory trzy płyty studyjne: Waldo’s People (1998), No Man’s Land (2000) i Paranoid (2009). 
W 2009 roku grupa reprezentowała Finlandię z utworem „Lose Control” w 54. Konkursie Piosenki Eurowizji organizowanym w Moskwie. 12 maja wystąpili w pierwszym półfinale konkursu i dzięki wsparciu jurorów awansowali do finału. Zajęli w nim ostatnie, 25. miejsce z 22 punktami na koncie. 

## Dyskografia

### Albumy studyjne
- Waldo’s People (1998)
- No Man’s Land (2000)
- Paranoid (2009)

### Albumy kompilacyjne
- Greatest Hits (2008)

### Single
- 1998 – „U Drive Me Crazy”
- 1998 – „I Dream”
- 1998 – „Let’s Get Busy”
- 2000 – „No Man’s Land”
- 2000 – „1000 Ways”
- 2000 – „Bounce (to the Rhythm Divine)”
- 2008 – „Back Again”
- 2008 – „Emperor’s Dawn”
- 2009 – „Lose Control”
- 2009 – „New Vibration”
- 2010 – „I Wanna Be a Rockstar”
- 2010 – „Jackpot”
- 2011 – „Echo”